# Pihlska skolan

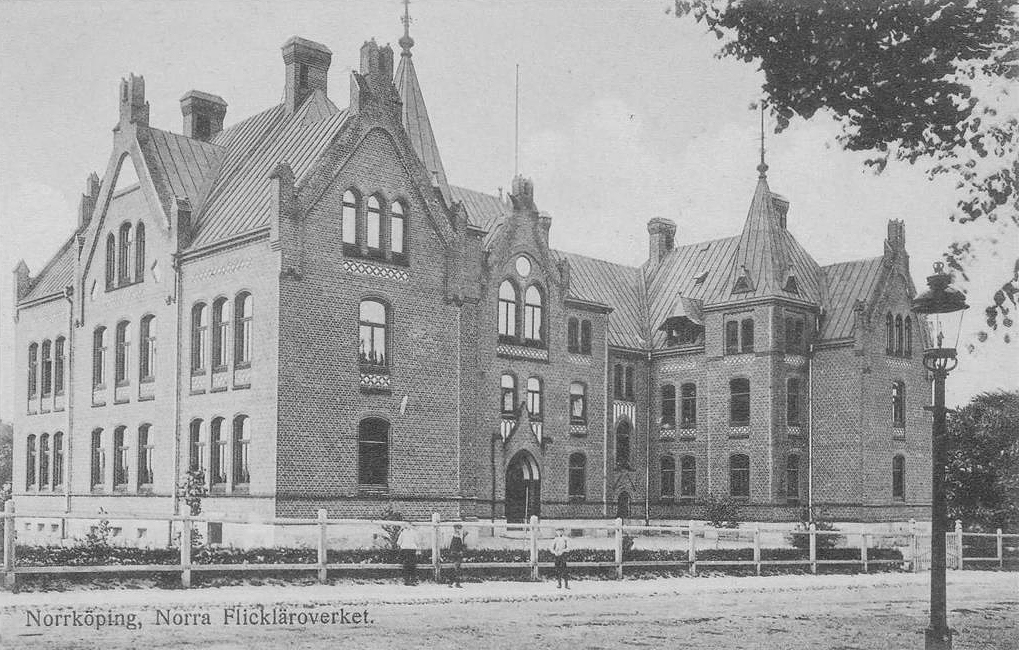
Pihlska skolan, tidigt 1900-tal.

Pihlska skolan var ett flickläroverk i Norrköping, som grundades av Aurore Pihl och Gerda von Friesen 1880 som Norrköpings nya läroverk för flickor.
Skolan, som var en av flera flickskolor i Norrköping, låg från början på Bredgatan i Nordantill. År 1901 ändrades namnet till Pihlska skolan och 1902 flyttade den till en nyuppförd byggnad vid Norra Promenaden vid Norr Tull. Byggnaden ritades av Paul A. Löfgren och Gustaf Paulson.
Skolan bedrevs från 1903 som ett aktiebolag, AB Norrköpings flickläroverk. Den kommunaliserades 1939 tillsammans med den andra kvarvarande privata flickskolan, Östra läroverket för flickor. Den fick då namnet Norrköpings kommunala flickskola. Skolan lades ned 1967 och byggnaden användes därefter för bland annat sjuksköterskeutbildning.
Den numera privatägda tidigare skolbyggnaden totalrenoverades 2006, då den bland annat fick två glasade flygeltillbyggnader och ombyggdes till kontorshus.